# Elect the Dead
Albums de Serj Tankian
Elect the Dead Symphony
Singles
1. The Unthinking Majority
Sortie : 7 août 2007
2. Empty Walls
Sortie : 10 septembre 2007
3. Lie Lie Lie
Sortie : 24 décembre 2007
4. Sky Is Over
Sortie : 16 janvier 2008[5]

Elect the Dead est un album de Serj Tankian, chanteur du groupe System of a Down. Il s’agit de son premier album solo. Cet album est disponible depuis le 22 octobre 2007.
Quatre singles sont issus d'Elect the Dead. Un clip a été réalisé pour chacune des chansons de l’album.

## Liste des pistes
1. Empty Walls - 3:50
2. The Unthinking Majority - 3:45
3. Money - 3:48
4. Feed Us - 4:25
5. Saving Us - 4:35
6. Sky Is Over - 2:52
7. Baby - 3:27
8. Honking Antelope - 3:45
9. Lie Lie Lie - 3:28
10. Praise the Lord and Pass the Ammunition - 4:17
11. Beethoven's Cunt - 3:08
12. Elect the Dead - 2:50

## Liste des chansons Bonus qui figurent sur l'édition Collector
13. Blue

 14. Empty Walls (acoustique)

 15. Feed Us (acoustique)

 16. Falling Stars

## Composition de l’album
Serj Tankian affirme avoir maîtrisé cet album de bout en bout. « C’est un peu comme mon bébé. J’ai presque tout fait, de la première touche de piano aux dernières notes, » avoue-t-il. Le chanteur a joué la plupart des instruments ; cependant, il a par exemple fait appel aux batteurs John Dolmayan (System of a Down) et Brian « Brain » Mantia (Primus, Guns N' Roses), ainsi qu'au guitariste Dan Monti.

## Style musical de l’album
Le style de l’album Elect the Dead reste proche de celui qui a contribué au succès de System of a Down. Serj Tankian y ajoute sa touche personnelle.
Ainsi, des chansons comme Empty Walls, The Unthinking Majority et Money, mêlent passages musclés et calmes. Le piano apparaît dans Money, et reviendra de façon récurrente dans l’album.
Les trois chansons suivantes (Feed Us, Saving Us et Sky is over, sont moins agressives ; le chanteur apporte à ces trois morceaux une touche plus lyrique.
Dans la suite de l’album, Serj Tankian procède toujours à un mélange de genres, entre lyrisme et puissance. On trouve ainsi des compositions énervées (Honking Antelope, Praise The Lord And Pass The Ammunition, Beethoven's Cunt). De même, certaines chansons ont l’air calmes au premier abord, mais se durcissent finalement (Lie Lie Lie, Baby). L’album se termine par un titre du même nom que l’album, à savoir Elect the Dead.
L’Edition Collector comporte quatre titres supplémentaires. Le premier d’entre eux est Blue, une chanson composée lors des débuts de System of a Down, et disponible sur l'album non officiel Storaged Melodies. On retrouve ensuite Empty Walls et Feed Us, cette fois en version acoustique. Le titre Falling Stars clôture l’édition Collector.

## Engagement
On retrouve également de l’engagement dans les textes, à l’image de ceux de System of a Down. Empty Walls, The Unthinking Majority et Money, notamment, prouvent que les textes de Serj Tankian sont dans la continuité de ceux du groupe dont il est issu.
Cet engagement est aussi présent dans les clips accompagnant chacune des chansons de l’album, en particulier pour les trois premiers titres. Par exemple, dans le clip d’Empty Walls, Serj Tankian chante au milieu d’un groupe d’enfants ; leur jeu fait référence aux attentats du 11 septembre 2001 ainsi qu'à la guerre contre le terrorisme qui a suivi ces évènements.

## Réception
Comme le groupe System of a Down s’est mis en pause depuis peu, les fans suivent chacun des membres individuellement, notamment Daron Malakian et John Dolmayan dans le groupe Scars on Broadway, et Serj Tankian qui, avec Elect The Dead, signe son premier album solo. Le style de l’album en général ne déçoit pas les fans, car ils y retrouvent l’empreinte de System Of A Down.
Le succès commercial est également au rendez-vous : en effet, Elect The Dead se classe 4e du classement The Billboard 200 lors de la première semaine de sa mise en vente. En septembre 2010, les ventes s’élevaient à plus de 310 000 exemplaires.

## Elect the Dead Symphony
En 2010, Serj Tankian a enregistré à Auckland un album live avec l’Orchestre philharmonique d'Auckland. Cet album particulier, sorti le 9 mars 2010, reprend la quasi-totalité des chansons présentes dans Elect the Dead, à l’exception de The Unthinking Majority et de Praise The Lord And Pass The Ammunition. Afin d'enregistrer ce disque, Serj Tankian a recomposé les chansons de son premier album, afin qu’elles puissent être jouées par un orchestre de soixante-dix pièces.

## Anecdotes
La chanson Lie Lie Lie est le générique de la série Fear Itself.